# John King
John King er amerikansk komponist og guitarist.
Han har haft sin musik præsenteret på mange stor festivaler, bl.a. The tba/Time-Based Arts Festival (Portland, Oregon (USA); Fronteras Festival (London); Next Wave Festival (NY); Schleswig-Holstein Musik Festival (Hamburg); Intermedium 1 Festival (Berlin); Creative Time's "Music in the Anchorage" (NY); Warsaw Autumn and Bang On A Can (NY). Mr. King's eksperimetale opera, "La Belle Captive", baseret på tekster af Alain Robbe-Grillet, den havde première i Buenos Aires på Centro Experimental de Teatro Colon i april 2003, hvorefter den fortsatte i London og New York City.

Han har haft mange forskellige bands gennem årerne, bl.a. ELECTRIC WORLD (med Abe Speller og Jean Chaine), VIBROVERB (med Nioka Workman og Michael Wimberly) og KING KORTETTE (med Jonathan Kane, Nicki Parrott og Christopher McIntyre), alle sammen er blues/funk/jazz baserede. Han spiller lead guitar med avant-blues gruppen Deep Blue Sea, ledt af franske avant-noise guitarist Jean-Francois Pauvros og kunstrocktrommespilleren Jonathan Kane; og også opvist med: William Parker's "Little Huey Creative Orchestra", Butch Morris' "Conduction #115 E-Mission"; Guy Klucevsek's "Ain't Nothin' But A Polka" band; og Rhys Chatham's 6-guitar band.